# La Jeune Veuve
La Jeune Veuve est la vingt-et-unième fable du livre VI de Jean de La Fontaine situé dans le premier recueil des Fables de La Fontaine, édité pour la première fois en 1668.
La Fontaine s'inspire de la fable d'Abstémius "La femme qui pleurait son mari mourant et son père qui la consolait".
C'est la dernière fable du premier recueil. La fable La Discorde, qui la précédait, était allégorique et sérieuse ; La Jeune Veuve apporte une tonalité joyeuse pour terminer le recueil.
La morale de la fable y est explicite, et arrive dès le début du poème, en seize vers.

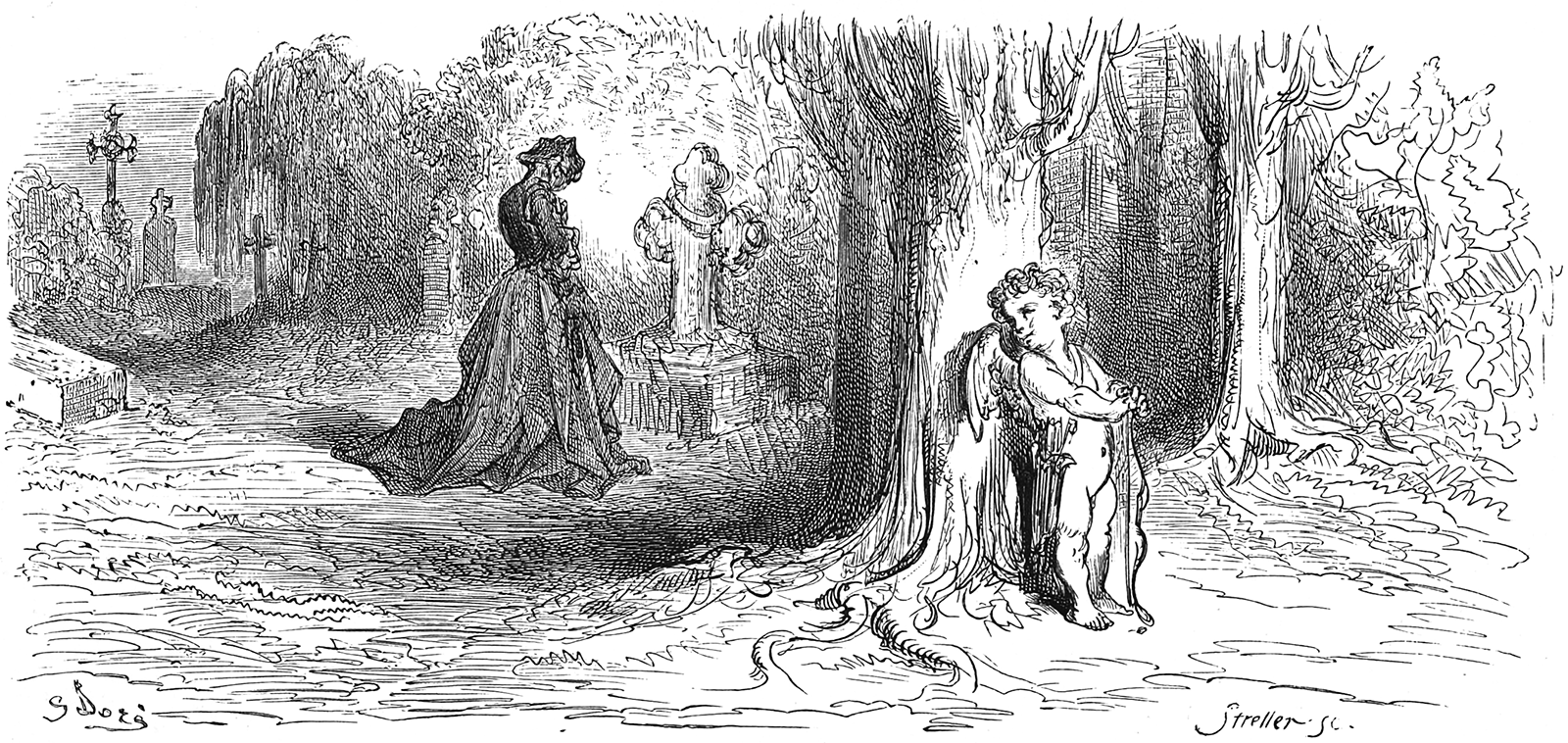
Gravure de Gustave Doré (1876)

## Texte
LA JEUNE VEUVE
[Abstemius]

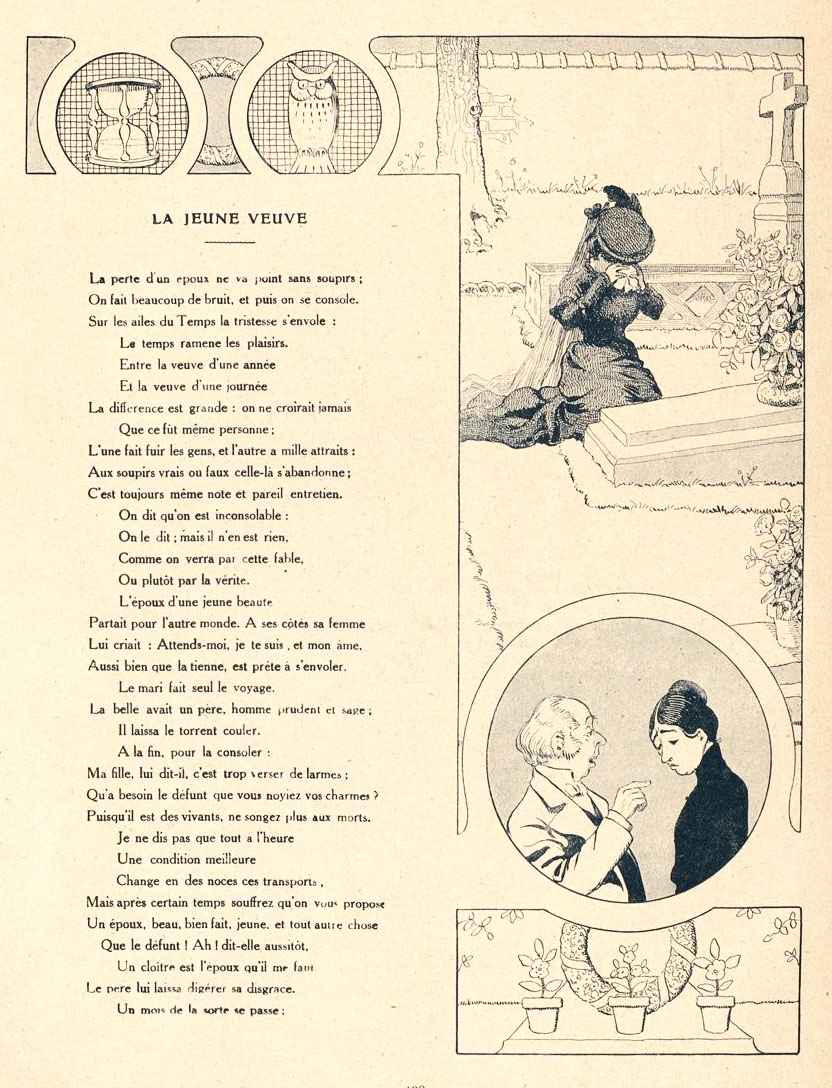
Illustration de Benjamin Rabier (1906) (début)

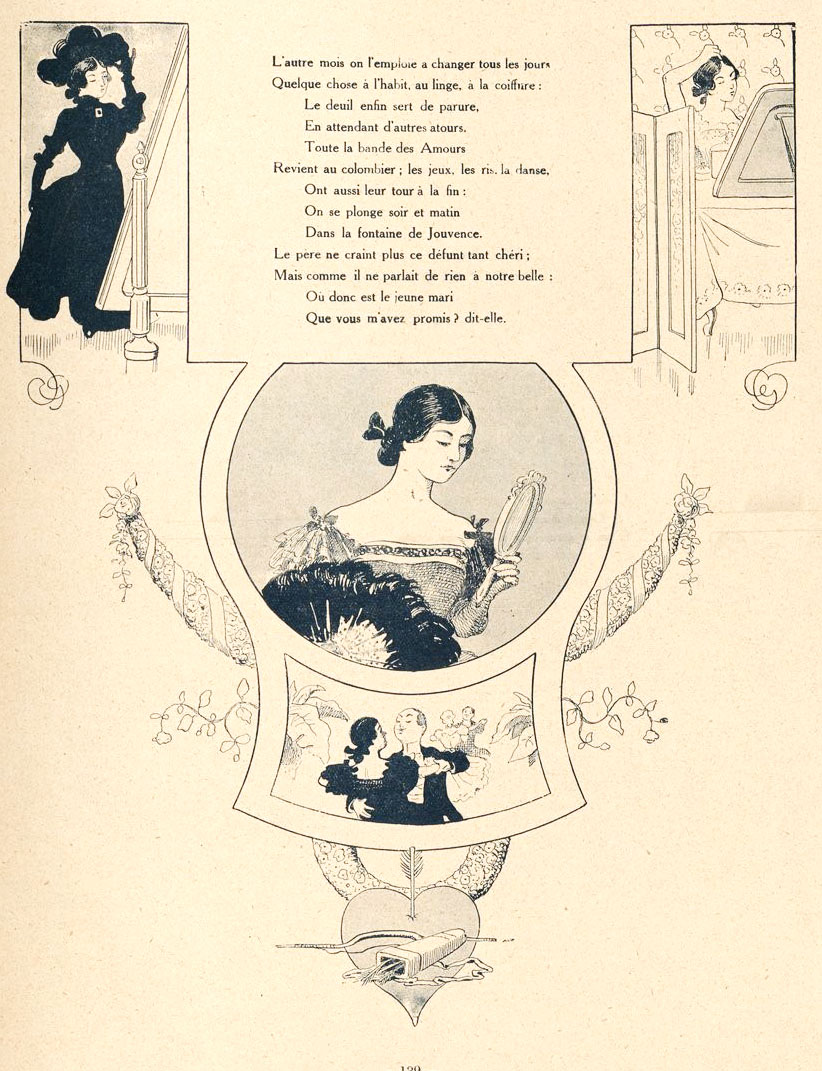
Illustration de Benjamin Rabier (1906) (fin)

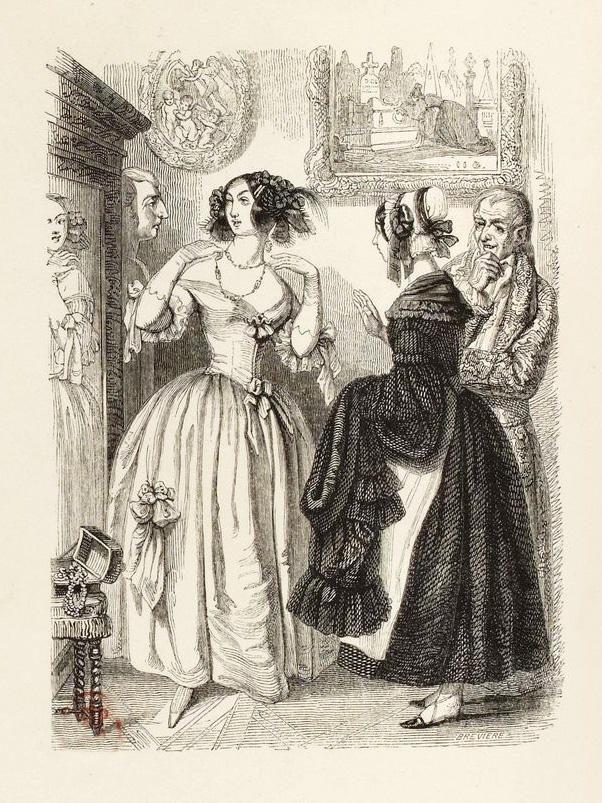
Dessin de Grandville (1838-1840)

« La perte d’un époux ne va point sans soupirs.
On fait beaucoup de bruit, et puis on se console. 
Sur les ailes du Temps la tristesse s’envole ;
Le Temps ramène les plaisirs. 
Entre la veuve d’une année 
Et la veuve d’une journée 
La différence est grande : on ne croirait jamais 
Que ce fût la même personne.
L’une fait fuir les gens, et l’autre a mille attraits :
Aux soupirs vrais ou faux celle-là s’abandonne ;
C’est toujours même note et pareil entretien. 
On dit qu’on est inconsolable ;
On le dit mais il n’en est rien,
Comme on verra par cette fable,
Ou plutôt par la vérité.      
L’époux d’une jeune beauté 
Partait pour l’autre monde. À ses côtés sa femme 
Lui criait : " Attends-moi, je te suis ; et mon âme,
Aussi bien que la tienne, est prête à s’envoler. "
Le mari fait seul le voyage. 
La belle avait un père, homme prudent et sage :
Il laissa le torrent couler. (1)
À la fin pour la consoler :
" Ma fille, lui dit-il, c’est trop verser de larmes ;
Qu’a besoin le défunt que vous noyiez vos charmes ?
Puisqu’il est des vivants, ne songez plus aux morts. 
Je ne dis pas que tout-à-l’heure (2)
Une condition meilleure 
Change en des noces ces transports (3) ;
Mais après certain temps souffrez qu’on vous propose 
Un époux, beau, bien fait, jeune, et tout autre chose 
Que le défunt. - Ah ! dit-elle aussitôt,
Un cloître est l’époux qu’il me faut. "
Le père lui laissa digérer sa disgrâce (4). 
Un mois de la sorte se passe.
L’autre mois on l’emploie à changer tous les jours 
Quelque chose à l’habit, au linge, à la coiffure :
Le deuil sert enfin de parure,
En attendant d’autres atours. 
Toute la bande des Amours 
Revient au colombier ; les jeux, les ris (5), la danse,
Ont aussi leur tour à la fin.
On se plonge soir et matin 
Dans la fontaine de Jouvence (6). 
Le père ne craint plus ce défunt tant chéri ;
Mais comme il ne parlait de rien à notre belle :
" Où donc est le jeune mari 
Que vous m’avez promis ? " dit-elle. »

Vocabulaire
(1) Il laissa les larmes couler
(2) immédiatement, aussitôt
(3) agitation de l'âme par la violence des passions, par la douleur
(4) malheur
(5) rires
(6) Furetière cite le roman de Huon de Bordeaux où la fontaine de jouvence a le pouvoir de rendre une femme "aussi fraîche qu'une pucelle"